# Нёман (обувная фабрика)
Гродненская обувная фабрика «Нёман» (бел. Гродзенская абутковая фабрыка «Нёман») — белорусское обувное предприятие, расположенное в Гродно.

## История
Фабрика считает датой основания 10 июля 1947 года, хотя до 1939 года в правобережной части города действовало предприятие-предшественник — галантерейно-переплётная фабрика купца Резникова, которую в 1939 году национализировали и переоборудовали для производства обуви. Энциклопедия «Республика Беларусь» относит возникновение фабрики к 1939 году. В 1947—1963 годах — Гродненская обувная фабрика № 1, с 1963 года — Гродненская обувная фабрика «Нёман». В 1953 году к фабрике присоединена Гродненская обувная фабрика № 2. В 1976 году фабрика преобразована в Гродненское производственное объединение «Неман» (дочернее предприятие — Брестская обувная фабрика), с 1986 года действует как самостоятельная фабрика. В 1962—1963 годах фабрика начала производство на новой площадке в левобережной части города. В 1949 году фабрика произвела более 400 тыс. пар обуви, в 1960 году — 1,2 млн пар обуви, в 1971 году — 7,1 млн пар обуви. За первые 70 лет работы фабрика произвела 173,5 млн пар обуви.
Фабрика первоначально входила в состав Белорусского треста кожевенно-обувной промышленности («Белкожобувтрест»), в 1953—1957 годах — в состав Главного управления кожевенной и обувной промышленности («Белглавкожобувпром»), в 1957—1966 годах — в подчинении Совета народного хозяйства (СНХ БССР), в 1966—1991 годах — в подчинении Министерства лёгкой промышленности БССР. В 1991 году фабрика преобразована в арендное предприятие, в 1992 году — в коллективное предприятие, в 1993 году — в закрытое акционерное общество «Гроднообувь», в 1994 году — в открытое акционерное общество «Гроднообувь», в 1997 году переименована в ОАО «Гродненская обувная фабрика „Нёман“».

## Современное состояние
Фабрика выпускает мужскую, женскую, детскую, специальную обувь.
По состоянию на 2020 год 59,64% акций компании находились в собственности Гродненского горисполкома, остальные 40,36% акций были распределены между 1317 физическими лицами. Выручка компании за 2020 год составила 6,7 млн руб. (2,5 млн долларов), чистая прибыль составила 18 тыс. руб. (ок. 6900 долларов). В 2019 году на фабрике работало 604 человека, в 2020 году — 526 человек. Фабрика входит в концерн «Беллегпром».